# María Esteve Flores

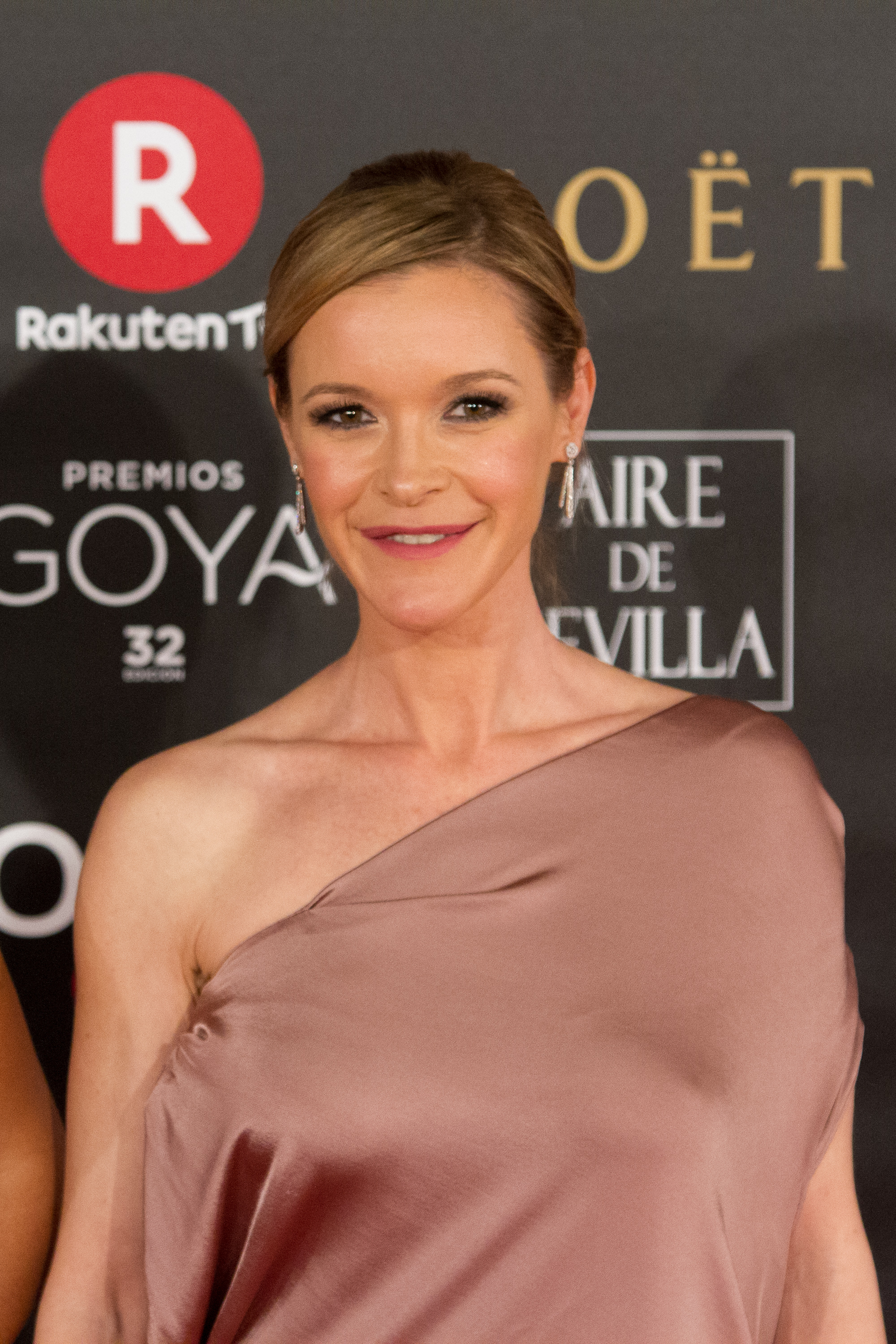
María Esteve bei den Premios Goya 2018

María Esteve Flores (geboren am 30. Dezember 1974 in Mar del Plata, Argentinien; bekannter unter ihrem ersten Familiennamen María Esteve) ist eine spanische Schauspielerin.

## Leben
María Esteve Flores ist die älteste Tochter der Schauspielerin Sängerin Marisol und des Tänzers Antonio Gades. Ihre beiden Schwestern Celia Flores und Tamara Esteve sind Sängerin bzw. Psychologin. Bekannt wurde sie durch ihre Auftritte im Kinofilm, insbesondere in El otro lado de la cama von 2002.
Als Fernseh-Schauspielerin ist sie unter anderem durch ihre Rollen in den Serien Doctor Mateo, Sabuesos und durch die Amazon-Serie Sin huellas bekannt. In der Komödien-Serie Me resbala trat sie als Gaststar auf.
Seit dem Tod ihres Vaters im Jahr 2004 ist sie Präsidentin der von ihm gegründeten Fundación Antonio Gades. 2025 inszenierte sie eine Neuausgabe des Ballettdramas Carmen von Carlos Saura, in dem ihr Vater die Hauptrolle getanzt hatte.
Seit 2011 ist sie verheiratet. Den Namen des Ehemannes gab sie nicht öffentlich bekannt.

## Filmografie

### Kino
| Jahr | Titel                                    | Rolle                 | Regie                                            | Quelle |
| ---- | ---------------------------------------- | --------------------- | ------------------------------------------------ | ------ |
| 1996 | Más que amor, frenesí                    | Chica                 | Miguel Bardem, David Menkes und Alfonso Albacete | [ 10 ] |
| 1997 | Nada en la nevera                        | Carlota               | Álvaro Fernández Armero                          | [ 10 ] |
| 1998 | Atómica                                  | Carla                 | Alfonso Albacete                                 | [ 10 ] |
| 1998 | Mensaka                                  | Natalia               | Salvador García Ruiz                             | [ 8 ]  |
| 1999 | Sobreviviré                              | Monitora              | Alfonso Albacete                                 | [ 11 ] |
| 1999 | Cuarteto de la Habana                    | Vicky                 | Fernando Colomo                                  | [ 10 ] |
| 1999 | El arte de morir                         | Clara                 | Álvaro Fernández Armero                          | [ 8 ]  |
| 2001 | Hombres felices                          | Amiga                 | Roberto Santiago                                 | [ 8 ]  |
| 2002 | El otro lado de la cama                  | Pilar                 | Emilio Martínez-Lázaro                           | [ 2 ]  |
| 2003 | Días de fútbol                           | Carla                 | David Serrano                                    | [ 8 ]  |
| 2004 | El juego de la verdad                    | Lea                   | Álvaro Fernández Armero                          | [ 10 ] |
| 2005 | Los 2 lados de la cama                   | Pilar                 | Emilio Martínez-Lázaro                           | [ 10 ] |
| 2006 | Ratónpolis (Originaltitel: Flushed Away) | Rita (Synchronstimme) | David Bowers, Sam Fell                           | [ 12 ] |
| 2015 | Solo química                             | Berta                 | Alfonso Albacete                                 | [ 8 ]  |
| 2018 | Hacerse mayor y otros problemas          | Violeta               | Clara Martínez-Lázaro                            | [ 8 ]  |
| 2024 | Todos los lados de la cama               | Pilar                 | Samantha López Speranza                          | [ 13 ] |

### Fernsehserien
| Jahr      | Titel                  | Rolle          | Sender             | Episoden | Quelle      |
| --------- | ---------------------- | -------------- | ------------------ | -------- | ----------- |
| 1997      | Kety no para           | Araceli        | TVE                | 2        | [ 8 ]       |
| 2005      | Maneras de sobrevivir  | Estela         | Telecinco          | 13       | [ 14 ]      |
| 2005      | 7 vidas                | Inés           | Telecinco          | 1        | [ 8 ]       |
| 2009–2011 | Doctor Mateo           | Elena          | Antena 3           | 53       | [ 15 ]      |
| 2018      | Sabuesos               | Marta Checa    | TVE                | 10       | [ 4 ]       |
| 2021      | Supernormal            | María Jesús    | Movistar+          | 2        | [ 2 ]       |
| 2023      | Sin huellas            | Marisa Roselló | Amazon Prime Video | 3        | [ 5 ] [ 6 ] |
| 2025      | Maestros de la Costura | Teilnehmerin   | TVE                | 2        | [ 16 ]      |

### Fernsehsendungen
| Jahr | Titel                | Rolle          | Sender   | Quelle |
| ---- | -------------------- | -------------- | -------- | ------ |
| 2014 | Me resbala           | Gaststar       | Antena 3 | [ 7 ]  |
| 2013 | Por arte de magia    | Zauberlehrling | Antena 3 | [ 17 ] |
| 2017 | El gran reto musical | Siegerin       | TVE      | [ 18 ] |

## Auszeichnungen
- Nominierungen bei den Premios Goya
  - 1999 für Nada en la nevera als beste Nachwuchs-Schauspielerin[19]
  - 2021 für El otro lado de la cama als beste weibliche Nebenrolle[20]
- 2025 Premio Puente de Toledo bei der Semana del Cine de Carabanchel in Madrid.[21][22]